# Hietzing metróállomás
Hietzing egy metróállomás Bécsben a bécsi metró U4-es vonalán.

## Szomszédos állomások
A metróállomáshoz az alábbi állomások vannak a legközelebb:
- Schönbrunn metróállomás
- Braunschweiggasse

## Átszállási kapcsolatok
| U4 (Heiligenstadt ↔ Hütteldorf) |                                |                                            |
| Állomás                         | Átszállási kapcsolatok         | Fontosabb létesítmények                    |
| Hietzing                        | 10, 60 51A, 56A, 56B, 58A, 58B | Schönbrunni kastély, Schönbrunni Állatkert |